# サッカー応援するよ 〜お見送り芸人しんいちのボールと奏でる出会い旅〜
サッカー応援するよ 〜お見送り芸人しんいちのボールと奏でる出会い旅〜（サッカーおうえんするよ〜おみおくりげいにんしんいちのボールとかなでるであいたび〜）は朝日放送テレビ（ABCテレビ）で2025年4月2日（1日深夜）から放送されているサッカー専門番組。

## 概要
この番組は、朝日放送テレビの放送エリアである関西を舞台にして、「サッカークラブを熱く応援している人・街・企業」を訪問するサッカー応援バラエティである。
この番組に出演するお見送り芸人しんいちは高校生の頃に関西大学北陽高等学校サッカー部に在籍し、実際にインターハイに出場したことがある。そのため、「小学生でサッカーを始め、Jリーガーになることが夢でした！「サッカー選手」とは言わず「Jリーガー」と言っていました！Jリーグが本当に大好きです！Jリーグは面白い！を全力で伝えられるように頑張ります！皆さん、スタジアムや練習場でしんいちを見かけたら、ぜひ声をかけてください！一緒にJリーグを盛り上げましょう！」と抱負を述べている。

## 放送時間
- 毎週水曜日 2時15分-2時35分

## 出演者
- お見送り芸人しんいち